# Tomonori Hirayama
Tomonori Hirayama (平山 智規 Hirayama Tomonori?, nacido el 9 de enero de 1978 en Shizuoka) es un exfutbolista japonés. Jugaba de centrocampista y su último club fue el Kashiwa Reysol de Japón.

## Trayectoria

### Clubes
| Club           | País   | Año         |
| -------------- | ------ | ----------- |
| Kashiwa Reysol | Japón  | 1996 - 2007 |
| Juventus       | Brasil | 1998        |

## Palmarés

### Títulos nacionales
| Título         | Club           | País  | Año  |
| -------------- | -------------- | ----- | ---- |
| Copa J. League | Kashiwa Reysol | Japón | 1999 |